# Solčava
Solčava (em alemão:  Sulzbach) é um município da Eslovênia. A sede do município fica na localidade de mesmo nome.